# Феодор I (герцог Неаполя)

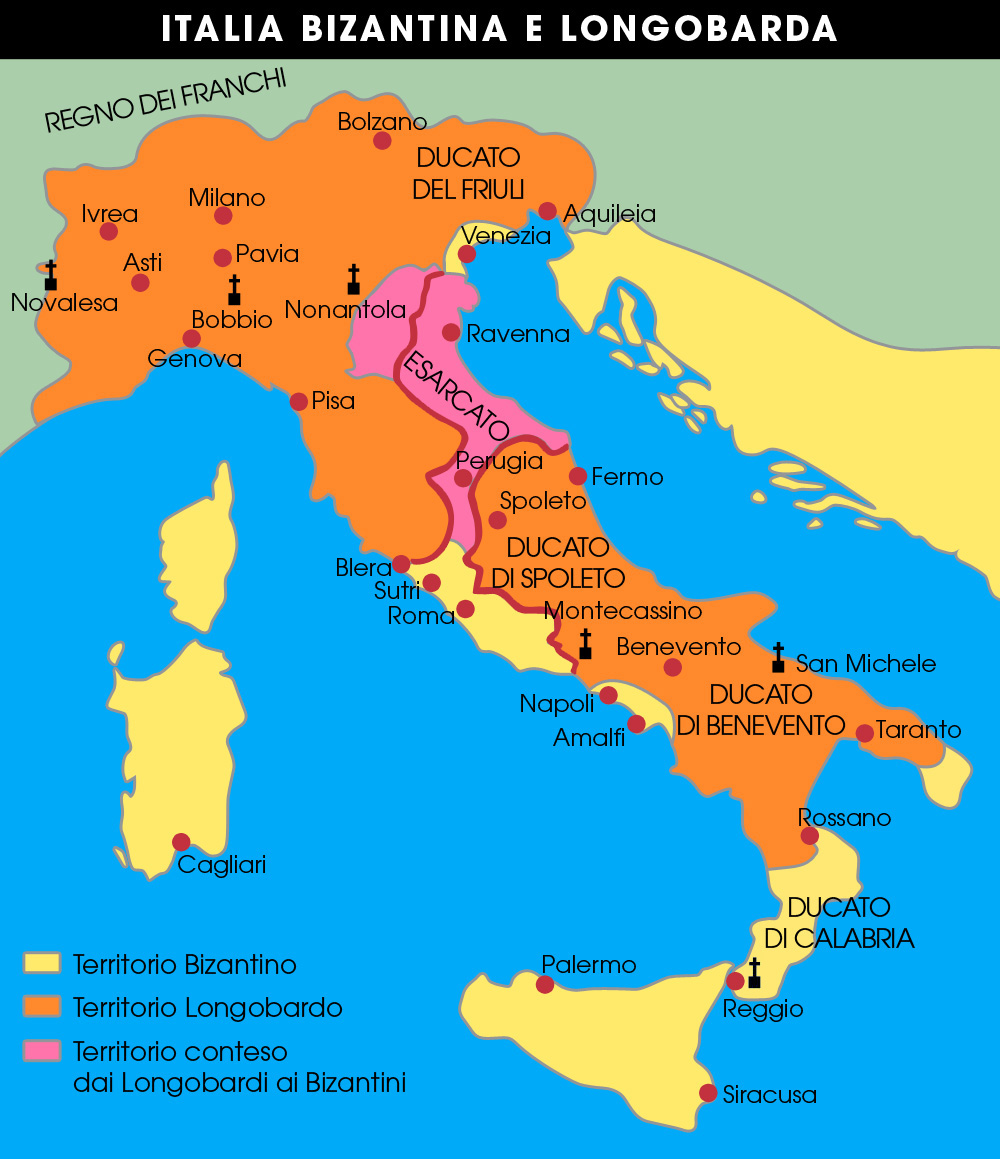
Апеннинский полуостров в первой половине VIII века

Феодор I (Теодор I; лат. Theodorus I, итал. Teodoro I; умер в 729) — герцог Неаполя (719—729).

## Биография
Феодор I стал главой Неаполитанского герцогства в 719 году после Иоанна I. Точно не известно, было ли связано получение Феодором I власти над Неаполем со смертью его предшественника, или тот по каким-либо причинам утратил свою должность. Хотя Неаполитанское герцогство входило в состав Византии, но к тому времени его правители уже добились значительной самостоятельности от императоров и их наместников в Италии. Не известно даже, получил ли Феодор I согласие на своё избрание от Льва III Исавра, как это делали герцоги Неаполя в VII веке.
В исторических источниках Феодор I упоминается с титулами ипат и герцог (ср.-греч. υπατος χαι δουξ). Известно, что уже будучи правителем Неаполя Феодор I построил церковь, посвящённую святым Иоанну и Павлу. Феодор I — адресат послания папы римского Григория II, в котором наместник Святого Престола просил герцога оказать покровительство неаполитанскому монастырю Святого Стефана. Ещё два письма папы с просьбой о попечительстве над неаполитанскими церквями тогда же были направлены к другим знатным неаполитанцам.
При Феодоре I Неаполь — один из крупнейших и богатейших городов на Апеннинском полуострове. Неаполитанские купцы вели торговлю не только с христианскими странами, но и установили торговые отношения с Омейядским халифатом. Так, по свидетельству Виллибальда, в 724 году в порт Неаполя прибыло судно из Египта. Это одно из первых свидетельств о торговле между италийцами и арабами.
Правление Феодором I пришлось на время иконоборчества, в 726 году провозглашённого государственной политикой Византии. Оглашение указов против почитатетей икон вызвало в итальянских владениях Византии глубокий церковный раскол. Против религиозной политики Льва III Исавра выступили духовенство и жители Римского герцогства, Пентаполя и Равеннского экзархата. Лидером противников иконоборчества стал папа римский Григорий II. Однако в Неаполитанском герцогстве и Венеции возобладали провизантийские настроения. Вероятно, тесно связанные торговыми интересами с другими землями Византии, жители этих городов предпочли поставить своё материальное благополучие выше своих религиозных предпочтений. Так, например, по мнению Джино Дориа, хотя Феодор I и должен был следовать приказам византийского императора Льва III Исавра и преследовать сторонников почитания икон, сам он сочувственно относился к ним. Предполагается, что не последнюю роль в поддержке неаполитанцами политики иконоборчества могли сыграть их напряжённые отношения с папами римскими, неоднократно претендовавшими на осуществление не только церковной, но и светской власти над некоторыми землями на севере Неаполитанского герцогства (в том числе, над Гаэтой).
В 727 году в Неаполь прибыл направлявшийся из Константинополя в Рим новый экзарх Равенны Евтихий. Он провёл с Феодором I переговоры, попытавшись заручиться поддержкой герцога в конфликте с папой римским Григорием II. Он предложил неаполитанскому герцогу организовать убийство папы, но тот отказался, сославшись на свою обязанность хранить преданность Григорию II как главе христиан Италии. Тогда экзарх тайно обратился за помощью к сторонникам императора из числа горожан Рима, затем к королю лангобардов Лиутпранду, но оба раза также не преуспел в свержении Григория II. В Рим Евтихий уехал только в 729 году в сопровождении знатных неаполитанцев, которых экзарх намеревался использовать для склонения папы на свою сторону. Хотя Феодор I открыто и не выступил на стороне папы римского, но он и не оказал содействия экзарху, тем самым ещё больше усилив автономию Неаполитанского герцогства от власти византийских императоров.
Согласно «Хронике герцогов Беневенто, Салерно, Капуи и Неаполя», Феодор I правил Неаполитанским герцогством одиннадцать лет и скончался в 729 году. Он был похоронен в основанной им церкве Святых Иоанна и Павла. Сохранилась эпитафия, посвящённая герцогу, в которой упоминается о почтении, которое умерший выказывал императору Льву III Исавру и его сыну Константину. Преемником Феодора I в должности был Георгий.